# Mistrzostwa Świata w Pływaniu na krótkim basenie 2016 – 4 × 50 m stylem zmiennym mężczyzn
4 × 50 m stylem zmiennym mężczyzn – jedna z konkurencji, które odbyły się podczas Mistrzostw Świata w Pływaniu na krótkim basenie 2016. Eliminacje i finał miały miejsce 10 grudnia.
Złoty medal zdobyli Rosjanie, którzy poprawili w finale rekord swojego kraju (1:31,52). Srebro wywalczyli reprezentanci Stanów Zjednoczonych (1:31,97). Brąz przypadł zawodnikom z Białorusi (1:32,49).

## Rekordy
Przed zawodami rekordy świata i mistrzostw wyglądały następująco:
| Rekord                   | Reprezentacja | Czas    | Miejsce | Data           |
| ------------------------ | --- | ------- | ------- | -------------- |
| Rekord świata            | Brazylia · Guilherme Guido (23,42) · Felipe França Silva (25,33) · Nicholas Santos (21,68) · César Cielo (20,08) | 1:30,51 | Doha    | 4 grudnia 2014 |
| Rekord mistrzostw świata | Brazylia · Guilherme Guido (23,42) · Felipe França Silva (25,33) · Nicholas Santos (21,68) · César Cielo (20,08) | 1:30,51 | Doha    | 4 grudnia 2014 |

## Wyniki

### Eliminacje
Eliminacje rozpoczęły się o 09:30 czasu lokalnego.
| Miejsce | Wyścig | Tor | Państwo            | Zawodnik | Czas      | Uwagi |
| ------- | ------ | --- | ------------------ | --- | --------- | ----- |
| 1.      | 2      | 1   | Rosja              | Grigorij Tarasiewicz (23,80) Oleg Kostin (26,03) Daniił Pachomow (22,40) Aleksiej Brianskij (21,02)             | 1:33,25   | Q     |
| 2.      | 3      | 3   | Białoruś           | Pawieł Sankowicz (23,32) Ilja Szymanowicz (25,92) Jauhen Curkin (22,67) Anton Łatkin (21,57)                    | 1:33,48   | Q     |
| 3.      | 3      | 7   | Chiny              | Xu Jiayu (23,46) Yan Zibei (26,11) Li Zhuhao (22,93) Yu Hexin (21,45)                                           | 1:33,95   | Q     |
| 4.      | 2      | 6   | Japonia            | Junya Koga (23,68) Yoshiki Yamanaka (26,54) Takeshi Kawamoto (22,56) Kenta Ito (21,23)                          | 1:34,01   | Q     |
| 5.      | 3      | 8   | Australia          | Bobby Hurley (23,63) Tommy Sucipto (26,56) David Morgan (22,31) Brayden McCarthy (21,74)                        | 1:34,24   | Q     |
| 6.      | 2      | 8   | Stany Zjednoczone  | Matthew Josa (23,84) Michael Andrew (26,62) Tom Shields (22,70) Paul Powers (21,10)                             | 1:34,26   | Q     |
| 7.      | 3      | 1   | Litwa              | Danas Rapšys (24,28) Giedrius Titenis (26,51) Mindaugas Sadauskas (22,71) Simonas Bilis (20,80)                 | 1:34,30   | Q     |
| 8.      | 2      | 4   | Szwecja            | Jesper Björk (24,77) Johannes Skagius (25,78) Simon Sjödin (22,77) Christoffer Carlsen (21,70)                  | 1:35,02   | Q     |
| 9.      | 3      | 2   | Francja            | Thomas Avetand (24,96) Jean Dencausse (26,75) Jérémy Stravius (22,29) Yonel Govindin (21,38)                    | 1:35,38   |       |
| 10.     | 1      | 4   | Kanada             | Jeremy Bagshaw (25,27) Jason Block (26,66) MacKenzie Darragh (23,91) Mirando-Florent Richard-Jarry (22,05)      | 1:37,89   |       |
| 11.     | 1      | 6   | Islandia           | Kristinn Þórarinsson (25,17) Viktor Vilbergsson (27,51) David Adalsteinsson (23,77) Aron Örn Stefánsson (22,21) | 1:38,66   |       |
| 12.     | 1      | 2   | Południowa Afryka  | Ricky Ellis (25,16) Alaric Basson (27,90) Alard Basson (24,38) Myles Brown (22,01)                              | 1:39,45   |       |
| 13.     | 1      | 3   | Hongkong           | Mak Ho Lun Raymond (25,98) Tsui Hoi Tung Ronald (27,97) Ng Chun Nam Derick (23,79) Cheung Kin Tat Kent (22,82)  | 1:40,56   |       |
| 14.     | 3      | 4   | Makau              | Ngou Pok Man (25,70) Chao Man Hou (27,06) Sio Ka Kun (24,99) Lin Sizhuang (23,84)                               | 1:41,59   |       |
| 15.     | 3      | 5   | Macedonia Północna | Gorazd Chepishevski (25,77) Damjan Petrovski (29,64) Ljupcho Angelovski (24,69) Marko Błażewski (22,55)         | 1:42,65   |       |
| 16.     | 2      | 3   | Papua-Nowa Gwinea  | Ryan Pini (24,56) Ashley Seeto (29,03) Stanford Kawale (26,28) Sam Seghers (24,12)                              | 1:43,99   |       |
| 17.     | 1      | 0   | Filipiny           | Axel Ngui (27,43) James Deiparine (27,72) Jeremy Lim (26,02) Alfonso Bautista (24,06)                           | 1:45,23   |       |
| 18. !   | 1      | 1   | Singapur           | | 9:99,99 ! | DNS   |
| 18. !   | 1      | 5   | Czechy             | | 9:99,99 ! | DNS   |
| 18. !   | 1      | 7   | Kenia              | | 9:99,99 ! | DNS   |
| 18. !   | 1      | 8   | Włochy             | | 9:99,99 ! | DNS   |
| 18. !   | 2      | 0   | Seszele            | | 9:99,99 ! | DNS   |
| 18. !   | 2      | 5   | Dominikana         | | 9:99,99 ! | DNS   |
| 18. !   | 2      | 7   | Albania            | | 9:99,99 ! | DNS   |
| 18. !   | 3      | 0   | Angola             | | 9:99,99 ! | DNS   |
| 18. !   | 3      | 6   | Wenezuela          | | 9:99,99 ! | DNS   |
| 18. !   | 2      | 2   | Paragwaj           | Charles Hockin (24,52) Renato Prono (26,58) Ivo Kunzle (25,06) Benjamin Hockin (DSQ)                            | 9:99,99 ! | DSQ   |

### Finał
Finał odbył się o 18:30 czasu lokalnego.
| Miejsce | Tor | Państwo           | Zawodnik                                                                                               | Czas    | Uwagi |
| ------- | --- | ----------------- | --- | ------- | ----- |
| 1. !    | 4   | Rosja             | Andriej Szabasow (23,46) Kiriłł Prigoda (25,52) Aleksandr Popkow (22,08) Władimir Morozow (20,46)      | 1:31,52 | NR    |
| 2. !    | 7   | Stany Zjednoczone | Jacob Pebley (23,54) Cody Miller (25,68) Tom Shields (21,94) Michael Chadwick (20,81)                  | 1:31,97 |       |
| 3. !    | 5   | Białoruś          | Pawieł Sankowicz (23,05) Ilja Szymanowicz (25,82) Jauhen Curkin (22,59) Anton Łatkin (21,03)           | 1:32,49 |       |
| 4.      | 6   | Japonia           | Junya Koga (22,98) Yoshiki Yamanaka (26,63) Takeshi Kawamoto (22,15) Kenta Ito (20,86)                 | 1:32,62 |       |
| 5.      | 2   | Australia         | Bobby Hurley (23,64) Tommy Sucipto (26,40) David Morgan (22,22) Tommaso D’Orsogna (21,03)              | 1:33,29 |       |
| 6.      | 3   | Chiny             | Xu Jiayu (23,53) Yan Zibei (26,29) Li Zhuhao (22,97) Yu Hexin (21,19)                                  | 1:33,98 |       |
| 7.      | 8   | Szwecja           | Jesper Björk (24,65) Johannes Skagius (25,59) Simon Sjödin (22,91) Christoffer Carlsen (21,25)         | 1:34,40 |       |
| 8.      | 1   | Litwa             | Danas Rapšys (24,24) Giedrius Titenis (26,38) Deividas Margevičius (23,28) Mindaugas Sadauskas (21,10) | 1:35,00 |       |